# العويظة (فرع العدين)

تعديل مصدري - تعديل

العويظة محلة تابعة لقرية قياص، التابعة لعزلة العاقبة بمديرية فرع العدين إحدى مديريات محافظة إب في الجمهورية اليمنية، بلغ تعداد سكانها 284 حسب تعداد اليمن لعام 2004.